# And No Matches
Az And No Matches a német Scooter együttes 2007-ben megjelent kislemeze, a második a "Jumping All Over The World" című nagylemezükről. Akárcsak az előző daluk, ez is jumpstyle stílusban íródott, és Emilia "Big Big World" című számát dolgozza fel. Bár nem lett annyira népszerű, a német TOP10-es listára felkerült.
A dal címe egy találós kérdésre utal, amelyet az 1960-as évekbeli Batman televíziós sorozatban tett fel Rébusz, és amely a dalszövegbe is bekerült.

## Számok listája
1. And No Matches (Radio Edit) (3:32)
2. And No Matches ("Fresh Off The Plane" Club Mix) (6:33)
3. And No Matches (Extended) (5:35)
4. Up In Smoke (5:07)

Ezen felül a videóklip is megtalálható a kislemezen. Aki Interneten keresztül vásárolta meg, annak a letöltés mellé ajándékba járt a The Question Is What Is the Question (Micky Modelle Remix) is.

### Vinyl verzió
A kislemez megjelent 12-es bakelitlemezen is, a következő számokkal:
- A1: And No Matches (Extended) (5:35)
- B1: And No Matches ("Fresh Off The Plane" Club Mix) (6:33)

## Más változatok
A számot játszották a 2008-as "Live In Berlin" koncerten. A "Club Mix" és az "Up In Smoke" felkerültek a "Jumping All Over The World (20 Years of Hardcore Expanded Edition)" című 2013-as kiadványra.

## Közreműködtek
- H.P. Baxxter a.k.a. The Darkside Fiend (szöveg)
- Rick J. Jordan, Michael Simon (zene)
- Jens Thele (menedzser)
- Emilia, Yogi (eredeti szerzők)
- Marc Schilkowski (borítóterv)
- Sven Sindt (fényképek)
- Sebastian Therre (videoklip)
- Brian, Günther, Denice, Vincent, Luigi, Kelly, Joel, Rick, Tim, Remco, Yannick, Kevin, Tom, Allan, Brian (The Second One), Bastiaan, Collin, Jessica, Melanie, Shirley (táncosok)
- Mitchell, Robb (Music 2 Move)

## Videoklip
A videoklipet Rotterdamban vették fel, és akárcsak az előző videóban, ebben is leginkább jumpstyle táncosok láthatóak. Az is egyezés, hogy leginkább H.P. Baxxter látható a videoklipben, Rick és Michael csak epizódszerepben láthatóak. A Németországban vetített változatban néhány képkocka erejéig a német VIVA egyik műsorvezetője látható H.P. helyén.